# كل سنة مرة (مسلسل)
تدور أحداث المسلسل حول أحمد داوود الذي يلعب دور ممثل في فرقة مسرحية، ويشاركه في البطولة كل من أحمد بدير، محمد محمود، ثراء جبيل، مراد مكرم، وفرح يوسف. المسلسل من تأليف عبد الرحمن جاويش، وإخراج يحيي إسماعيل.

## الممثلون
- أحمد داود
- أحمد بدير
- محمد محمود
- ثراء جبيل
- مراد مكرم
- فرح يوسف